# La ceremonia
La ceremonia (en francés, La cérémonie) es una película francesa de 1995 dirigida por Claude Chabrol. Su guion se basa en la novela Un juicio de piedra, de Ruth Rendell, y fue protagonizada por Isabelle Huppert y Sandrine Bonnaire, le siguen Jacqueline Bisset y Jean-Pierre Cassel. 
La película obtuvo un total de siete nominaciones en los Premios Cesar y la victoria fue para Isabelle Huppert, ganadora como Mejor actriz. Huppert también obtuvo el galardón en Mejor Actriz en la primera entrega de los Prix Lumière, junto a Bonnaire, ambas fueron las ganadoras en recibir la Copa Volpi en el Festival Internacional de Cine de Venecia.
La película también se inspiró en el caso de Christine y Lea Papin, dos trabajadoras domésticas francesas que asesinaron brutalmente a la esposa y a la hija de su patrón en 1933.

## Trama
Sophie Bonhomme es una joven analfabeta y disléxica que se dirige al restaurante de una ciudad para hablar con Catherine Lelievre, quien le dará trabajo como empleada doméstica. Catherine decide darle el trabajo a Sophie y le explica sobre las tareas y obligaciones que deberá hacer. Catherine está casada con George, no tienen hijos de su matrimonio pero viven con dos hijos de sus anteriores matrimonios. El hijo de Catherine y su exmarido es Gilles, un adolescente al que le gustan las artes y también fumar. Melinda, es hija de Georges y su difunta esposa, ella estudia en la universidad y solo pasa los fines de semana en su casa, razón por la que invita a su novio, Jeremie. Las tareas domésticas son exclusivas para Catherine, quien además es dueña de su propia galería de artes, por lo que necesita ayuda de una empleada doméstica y es la razón por la que contrata a Sophie.
En su primer día de trabajo, Sophie recorre la casa y ve que es muy grande. Además se niega a usar el lavavajillas por la simple razón de no saber utilizarlo. Después, se niega a tomar clases de conducir coches. A pesar de ser ordenada y mantener limpia la casa, le cuesta utilizar el teléfono, tiene problemas al ir de compras, y no puede leer las postales que llegaban hacia ella. 
Un día, Sophie conoce a Jeanne Marchal, una joven que trabaja en el correo del pueblo, y quien ocasionalmente trabaja en obras de caridad organizada por su iglesia. Sin embargo, Jeanne demuestra ser una persona independiente y agresiva, y continuamente revisaba las cartas y la correspondencia que les llegaban a los Lelievre. Sophie y Jeanne se reúnen continuamente para platicar, ver una película y para buscar donaciones para la obra de caridad. El principal pasatiempo de Sophie es la televisión y ella invita a escondidas a Jeanne sin que los Lelievre la vean.
Sophie escucha la conversación por teléfono de Melinda con su novio Jeremie y esta le dice que está embarazada. Luego, Melinda se da cuenta de que Sophie es analfabeta y decide avisar a sus padres. Sophie amenaza a Melinda con contar a sus padres que está embarazada para que Melinda no la delate. Sin importarle la amenaza, Melinda habla con su padre y le cuenta que Sophie es analfabeta y disléxica. George decide despedir a Sophie y le recrimina que está cansado de su comportamiento. 
Sophie encuentra a Jeanne y ambas se dirigen a buscar sus pertenencias en la casa de los Lelievre. Mientras conducía, Jeanne comenta sobre su crimen. La habían acusado de haber matado a su propia hija, pero la dejaron en libertad al ver que no había pruebas. Sin embargo, Sophie también había sido acusada y huyó del incidente, ya que cree que asesino a su padre unos años atrás. 
Sophie y Jeanne entran a la casa de los Lelievre mientras estos estaban entretenidos viendo una opera en la televisión. Ambas amigas, se apoderan de dos escopetas de George y asesinan a la familia.
Jeanne sale de la escena del crimen y muere finalmente por un accidente de coche por el sacerdote de la iglesia, quien además la había despedido anteriormente de la organización benéfica. Sophie limpia toda la casa y se marcha. Mientras ella caminaba, ve a un grupo de policías y una ambulancia en el accidente donde murió Jeanne. Finalmente, la policía encuentra una grabadora que Jeanne le había robado a Melinda y se escucha una cinta donde Sophie y Jeanne asesinaban a la familia y no se daban cuenta de que la grabación estaba en curso.
Chabrol presenta una visión ambigua de la cultura y el conflicto de clases en esta película, que él llama en broma "la última película marxista." 

## Reparto

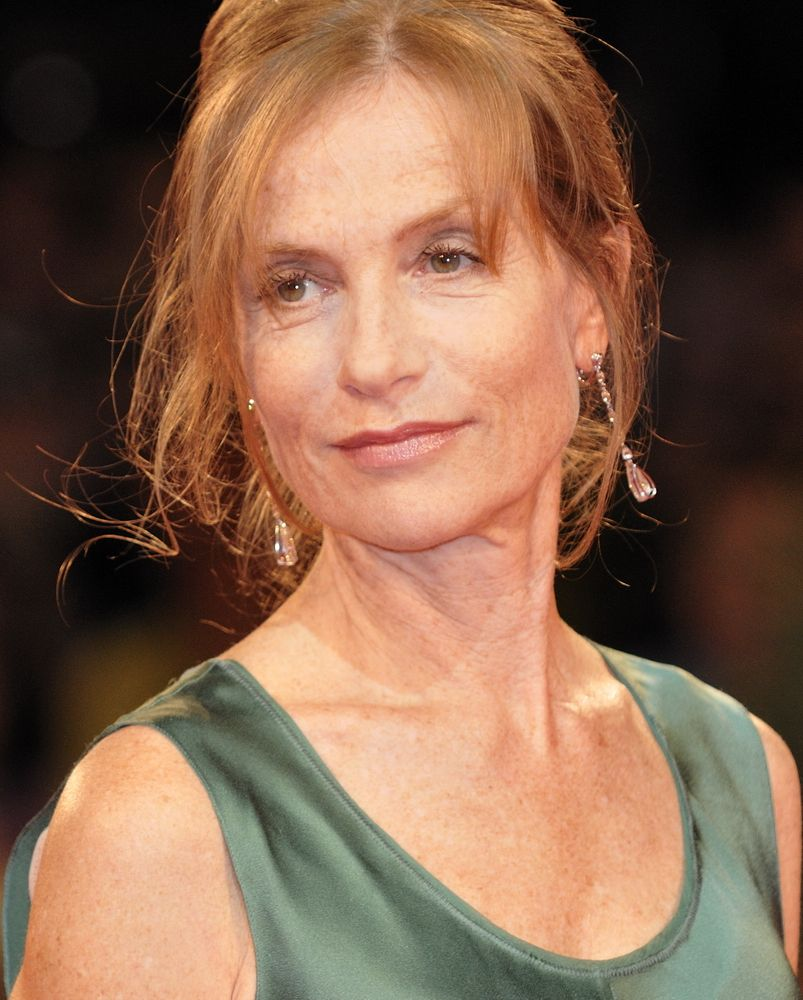
La actriz Isabelle Huppert recibió el César a la mejor actriz por su interpretación del personaje de Jeanne.

- Isabelle Huppert como Jeanne Marchal.
- Sandrine Bonnaire como Sophie Bonhomme.
- Jacqueline Bisset como Catherine Lelievre.
- Jean-Pierre Cassel como Georges Lelievre.
- Virginie Ledoyen como Melinda.
- Valentin Merlet como Gilles.
- Julien Rochefort como Jeremie.
- Jean-François Perrier como el sacerdote.
- Dominique Frot como la Sra. Lantier

## Recepción

### Crítica
La ceremonia tiene un promedio del 90% de aceptación de los Top Critics en el sitio Rotten Tomatoes (nueve reseñas frescas y una podrida) uno de 92% entre todos los críticos (veintidós reseñas frescas y dos podridas).

## Lanzamiento
La película fue estrenada en Alemania y Francia en 1995, bajo la distribuidora alemana "Prokino" y la francesa "MK2 Diffusion". En España fue estrenada el 29 de febrero de 1996 y actualmente no se conoce ningún doblaje. Por primera vez en Latinoamérica, fue estrenada en Argentina en 1997.

## Premios y nominaciones
| Premio de entrega                                         | Categoría                 | Nominado/a                         | Resultado |
| --------------------------------------------------------- | ------------------------- | ---------------------------------- | --------- |
| Premios César                                             | Mejor película            | Marin Karmitz                      | Nominado  |
| Premios César                                             | Mejor Dirección           | Claude Chabrol                     | Nominado  |
| Premios César                                             | Mejor Actriz              | Sandrine Bonnaire                  | Nominada  |
| Premios César                                             | Mejor Actriz              | Isabelle Huppert                   | Ganadora  |
| Premios César                                             | Mejor Actriz de reparto   | Jacqueline Bisset                  | Nominada  |
| Premios César                                             | Mejor Actor de reparto    | Jean-Pierre Cassel                 | Nominado  |
| Premios César                                             | Mejor Guion               | Claude Chabrol Caroline Eliacheff  | Nominados |
| Asociación de Críticos de Cine de Los Ángeles             | Mejor Película extranjera | Claude Chabrol                     | Ganador   |
| Premios Satellite                                         | Mejor Película extranjera | Claude Chabrol                     | Nominada  |
| Asociación Nacional de Críticos de Cine de Estados Unidos | Mejor Película            | Claude Chabrol                     | Ganador   |
| Festival Internacional de Cine de Venecia                 | León de oro               | Claude Chabrol                     | Nominado  |
| Festival Internacional de Cine de Venecia                 | Copa Volpi                | Isabelle Huppert Sandrine Bonnaire | Ganadoras |
| Festival Internacional de Cine de Venecia                 | Premio Pasinetti          | Isabelle Huppert Sandrine Bonnaire | Ganadoras |
| Prix Lumière                                              | Mejor Actriz              | Isabelle Huppert                   | Ganadora  |
| Festival Internacional de Cine de Toronto                 | Mejor Película extranjera | Claude Chabrol                     | Ganador   |
| Premios de la Crítica Cinematográfica                     | Mejor Película extranjera | Claude Chabrol                     | Nominada  |